# Agulla de Cleòpatra (Nova York)
L'Agulla de Cleòpatra (en anglés, Cleopatra's Needle) és un monument reubicat a la ciutat de Nova York (Estats Units). És un dels tres obeliscos egipcis amb noms semblants. L'estela és del segle XV abans de la nostra era, i es va instal·lar a Central Park, a l'oest del Museu Metropolità d'Art de Manhattan (Estats Units), el 22 de febrer del 1881. El van assegurar al maig del 1877 pel jutge Elbert E. Farman, cònsol d'Estats Units al Caire com un regal del kediv d'Egipte perquè Estats Units continuàs sent amistós i neutral, mentre les potències europees de l'estat francés i del Regne Unit maniobraven per a assegurar-se el control polític del govern egipci. Els costos de transport els pagà en gran part el magnat ferroviari William Henry Vanderbilt, fill de Cornelius Vanderbilt.
Realitzat en granit roig, l'obelisc fa uns 21 m  d'alçada; té un pes al voltant de 200 t, i té inscripcions jeroglífiques. Pertanyia a la ciutat egípcia d'Heliòpolis i fou manat fer per Tutmosis III, el 1475 abans de la nostra era. El granit el dugueren de les pedreres d'Assuan a prop de la primera cataracta del Nil. Les inscripcions van ser afegides uns 200 anys després per Ramsés II per a commemorar les seues victòries militars. Els obeliscos es traslladaren a Alexandria, al Caesareum —un temple construït per Cleòpatra en honor a Marc Antoni o Juli Cèsar— pels romans l'any 12 ae, durant el regnat d'August, però van ser derrocats temps després. Això va tenir l'efecte fortuït d'enterrar les cares i preservar la majoria dels jeroglífics dels efectes de la intempèrie.

## Adquisició
La idea d'assegurar un obelisc egipci per a Nova York prové del diari de la ciutat de Nova York del març del 1877 sobre el transport de l'obelisc a Londres. Els diaris atribuïren erròniament a John Dixon la proposta del 1869 del kediv d'Egipte, Ismaïl Paixà, de donar als Estats Units un obelisc com a regal per a augmentar el comerç. Dixon, el contractista que, al 1877, havia arranjat el transport de l'obelisc a Londres, va negar els comptes del diari.
Al març del 1877, Henry G. Stebbins, comissionat del Departament de Parcs Públics de la Ciutat de Nova York, es comprometé a aconseguir els fons per a transportar l'obelisc a Nova York. Tanmateix, quan se li va demanar al magnat ferroviari William H. Vanderbilt que n'encapçalàs la subscripció, s'oferí a finançar el projecte amb una donació de més de 100.000 dòlars (uns 2.544.688 dòlars el 2021).
Stebbins després envià dues cartes d'acceptació al kediv mitjançant el Departament d'Estat, que les remeté al jutge Farman al Caire. En adonar-se que podria assegurar un dels dos obeliscos verticals restants, bé el company de l'obelisc de París a Luxor o el company de Londres a Alexandria, el jutge Farman ho sol·licità formalment al kediv al març del 1877, i al maig del 1877 havia assegurat el regal per escrit.:Cap.XIV

## Ubicació
L'obelisc es col·locà en un lloc fosc rere el museu. Henry Honeychurch Gorringe supervisà el moviment de l'obelisc; William Henry Hulbert s'involucrà en el desenvolupament inicial del pla, i Frederic Edwin Church (cofundador del Museu Metropolità d'Art) i membre del Departament de Parcs Públics de Nova York, en va seleccionar el lloc al 1879.
Gorringe escrigué: "Per a evitar discussions innecessàries sobre el tema, es decidí mantenir el més estricte secret quant a la ubicació concreta". Assenyalà que el principal avantatge de Knoll era el seu "aïllament" i que era el millor indret que es podia trobar dins el parc, ja que estava prou elevat i els fonaments podien ancorar-se fermament en el llit rocós, perquè Manhattan no sofrís "alguna convulsió violenta" de la natura."

## Transport

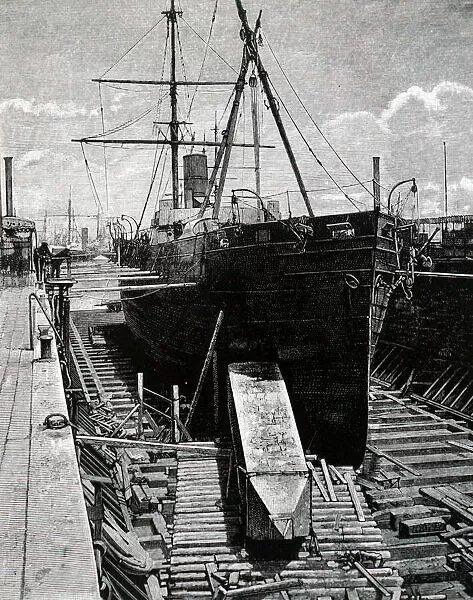
Col·locació de l'obelisc al celler del vapor Dessoug

La tasca de traslladar l'obelisc d'Alexandria a Nova York se li encomanà a Henry Honychurch Gorringe, un tinent comandant amb permís de l'Armada dels Estats Units. L'obelisc de granit de 200 tones es desplaçà de vertical a horitzontal, i quasi s'estavellà contra el sòl durant el procés. A l'agost del 1879 el trasllat se suspengué dos mesos a causa de protestes locals i desafiaments legals.(7) Una vegada resolts, l'obelisc es transportà 11 km a Alexandria i després es posà al celler del vaixell de vapor SS Dessoug, que va salpar el 12 de juny del 1880. El Dessoug fou fortament modificat amb un gran forat tallat al costat d'estribord de la proa. L'obelisc es carregà a través del casc del vaixell fent-lo rodar sobre bales de canó.
Fins i tot amb una hèlix trencada, el SS Dessoug pogué viatjar als Estats Units.(8) L'obelisc i el pedestal de 50 tones van arribar a l'estació de quarantena de Nova York a principis de juliol del 1880. Calgueren 32 cavalls enganxats en parelles per a portar-lo des de la riba de l'East River fins a Central Park. Les rampes i les vies del ferrocarril foren canviades temporalment i el sòl aplanat perquè l'obelisc pogués eixir rodant del vaixell. L'obelisc es dugué per l'East River i a una ubicació temporal en la Cinquena Avinguda. El tram final del viatge es feu empenyent l'obelisc amb una màquina de vapor per un pont de cavallets especialment construït des de la Cinquena Avinguda fins a la seua nova llar a Greywacke Knoll, just a l'altre costat del camí des del Museu Metropolità d'Art. Calgueren 112 dies per a traslladar l'obelisc de l'Estació de Quarantena al lloc de descans.
Jesse B. Anthony, gran mestre dels maçons de l'estat de Nova York, va presidir la col·locació de la pedra angular de l'obelisc amb una cerimònia maçònica completa el 2 d'octubre del 1880. Més de 9.000 maçons van desfilar per la Cinquena Avinguda i es calculà que més de 50.000 espectadors es van alinear en la desfilada. La benedicció la va presentar R. W. Louis C. Gerstein. L'obelisc es redreçà amb una estructura especial construïda per Henry Honychurch Gorringe. La cerimònia oficial d'erecció de l'obelisc es feu el 22 de febrer del 1881.

## Jeroglífics
La superfície de la pedra està molt desgastada, i quasi amaga les fileres de jeroglífics gravats en tots els costats. Les fotografies preses a prop quan es va erigir l'obelisc al parc mostren que les inscripcions encara eren prou llegibles i daten primer de Tutmosis III i, gairebé 300 anys després, de Ramsés II. La pedra havia romàs en l'aire net i sec del desert egipci durant uns 3.000 anys i havia sofert molt poca erosió. En una mica més d'un segle en el clima de Nova York, la contaminació i la pluja àcida li han picat fortament les superfícies. El 2010, Zahi Hawass envià una carta oberta al president de Central Park Conservancy i al batle de Nova York insistint a millorar-ne els esforços de conservació. Si no podien cuidar adequadament l'obelisc, amenaçà de "prendre les mesures necessàries per a dur aquest preciós artefacte a casa i salvar-lo de la ruïna".

## Objectes soterrats
Una capsa enterrada davall l'obelisc conté un cens estatunidenc del 1870, una bíblia, un Diccionari Webster, les obres de William Shakespeare, una guia d'Egipte i una còpia de la Declaració d'Independència dels Estats Units. Qui va organitzar la compra i el transport de l'obelisc també col·locà una petita capsa a la caixa, però se'n desconeix el contingut.